# ريتشارد باريت
ريتشارد باريت (بالإنجليزية: Richard Barrett)‏ هو محامي أمريكي، ولد في 1943 في نيويورك في الولايات المتحدة، وتوفي في 22 أبريل 2010 في مقاطعة رانكين في الولايات المتحدة.